# Collection Félix Potin
 (décembre 2021).
Les collections Félix Potin, réunies sous le titre Célébrités contemporaines, sont des séries d'images publicitaires offertes avec les tablettes de chocolat Félix Potin entre 1898 et 1922 constituant trois albums photographiques. Une quatrième série est publiée à partir de 1952.
Les albums comptent entre 500 et 510 portraits chacun, disposés sur environ 40 pages, et classés en une quinzaine de catégories thématiques : Souverains étrangers et leur famille, Présidents de la République, Hommes politiques, Clergé, Armée & Marine, Magistrature-barreau, Sciences-ingénieurs, Explorateurs, Médecine, Hommes de lettres, Musique, Peinture, Sculpture, Artistes lyriques & dramatiques, Sports (Escrime, Vélocipède, Rugby, Football, Boxe), etc.

## Collections photographiques
La maison Félix Potin lance, entre 1898 et 1922, trois collections de portraits photographiques de personnages en vue à l'époque, sous forme de cartes (8 × 4 cm). L'objectif est de réunir des photographies, à collecter dans les tablettes de chocolat de marque Félix Potin, dans des albums spécifiquement édités pour l'occasion. Une quatrième série est publiée en 1952. Les portraits photographiques étaient signés de Nadar, Reutlinger, Meurisse et d'autres photographes de renom.
Cette technique publicitaire s’inscrit entre les albums avec images publicitaires au format timbre-poste des magasins du Bon Marché et du Printemps (introduits en 1867) et les livres de portraits lithographiés des albums Mariani, qui étaient plus luxueux. Les dernières décennies du XIXe siècle sont en effet friandes de collections de portraits photographiques de type trombinoscope.
D'un point de vue marketing, ces collections fidélisent la clientèle et transforment l'enfant (amateur de chocolat) en prescripteur de l'action d'achat. Les collections sont appréciées par les familles, notamment à cause de leur caractère pédagogique : les photographies sont accompagnées de courtes biographies et les albums constituaient des véritables encyclopédies de célébrités.
- La première collection est diffusée dès 1898, sous la mention « Chocolats Félix Potin » portée sur la partie supérieure de la carte ; puis, vers 1900, les cartes portent la mention « Collection Félix Potin ». Les images sont diffusées jusqu'en janvier 1908 avec de nombreuses variantes des portraits des diverses personnalités. Au départ la collection se compose de 500 personnalités du monde politique, littéraire, scientifique, artistique, etc. Ce nombre est porté à 510 vers 1901.
- En avril 1908 la deuxième collection est lancée, toujours avec 510 personnalités célèbres, mais le monde du spectacle et du sport prennent plus d'importance.
- La troisième série, diffusée à partir de 1922, fait une large partie aux acteurs et héros de la Première Guerre mondiale.
- Enfin, en 1952, la quatrième collection est publiée, et les vedettes du cinéma se trouvent très bien représentées.

Des concurrents de Félix Potin n'ont pas résisté à la tentation de l'imiter et il y a eu une floraison de collections de célébrités (en utilisant souvent les mêmes personnalités et parfois les mêmes photographies), mais qui ne rencontreront pas le même succès.

Comparaison entre la collection Félix Potin et son imitation par Guérin-Boutron
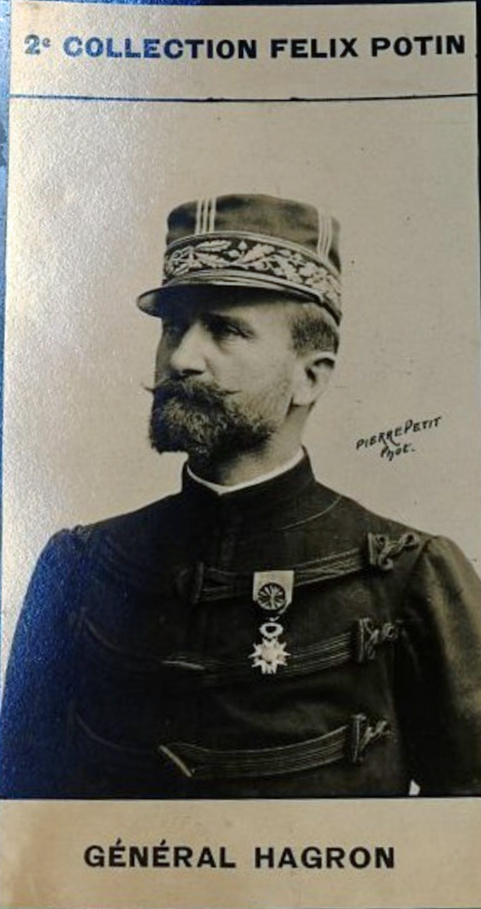
Général Hagron
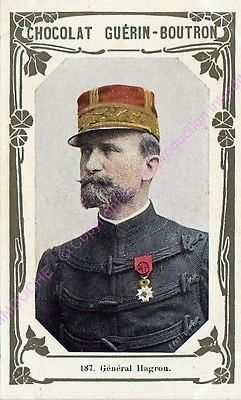
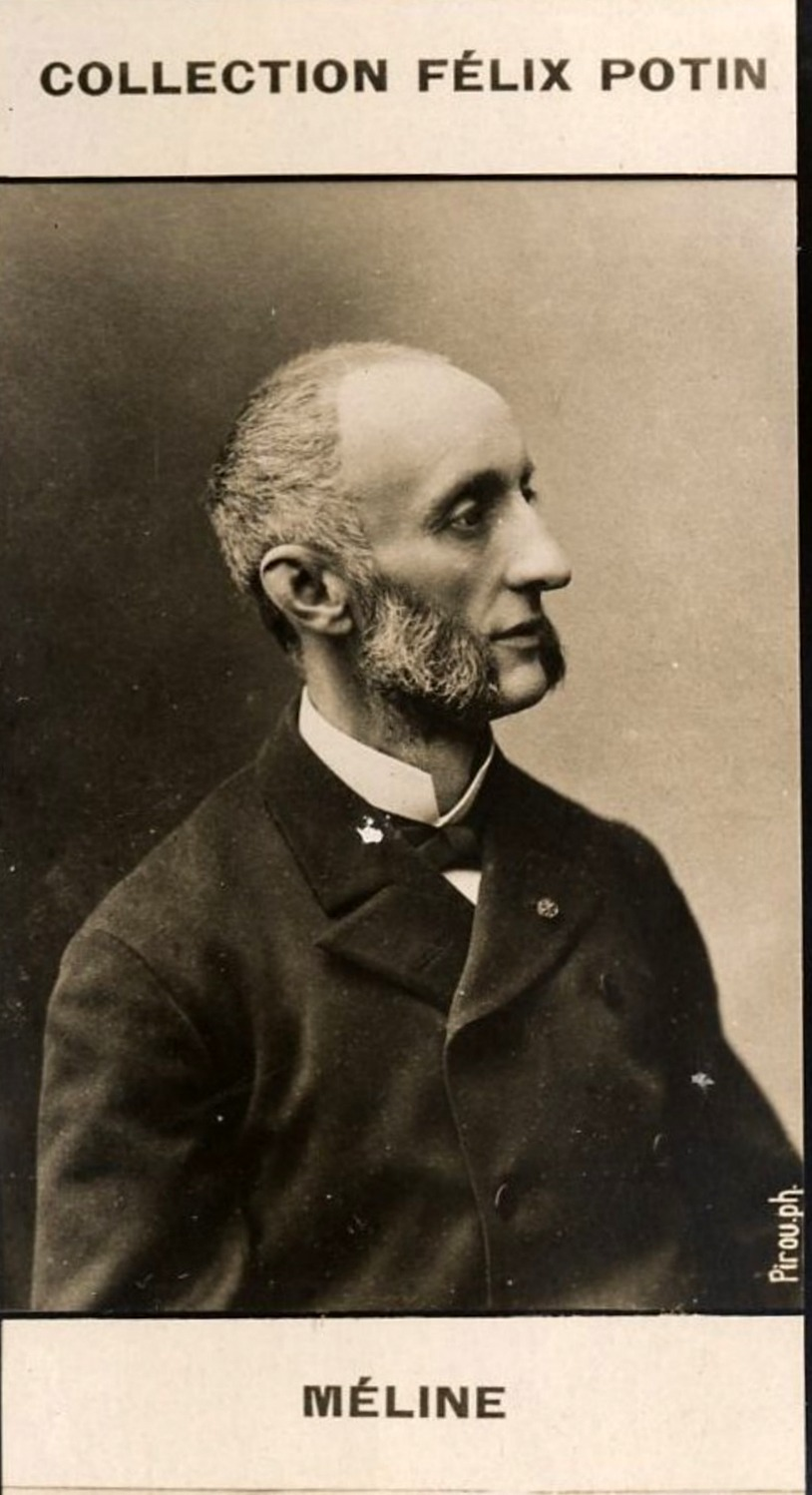
Jules Méline
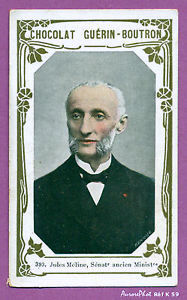
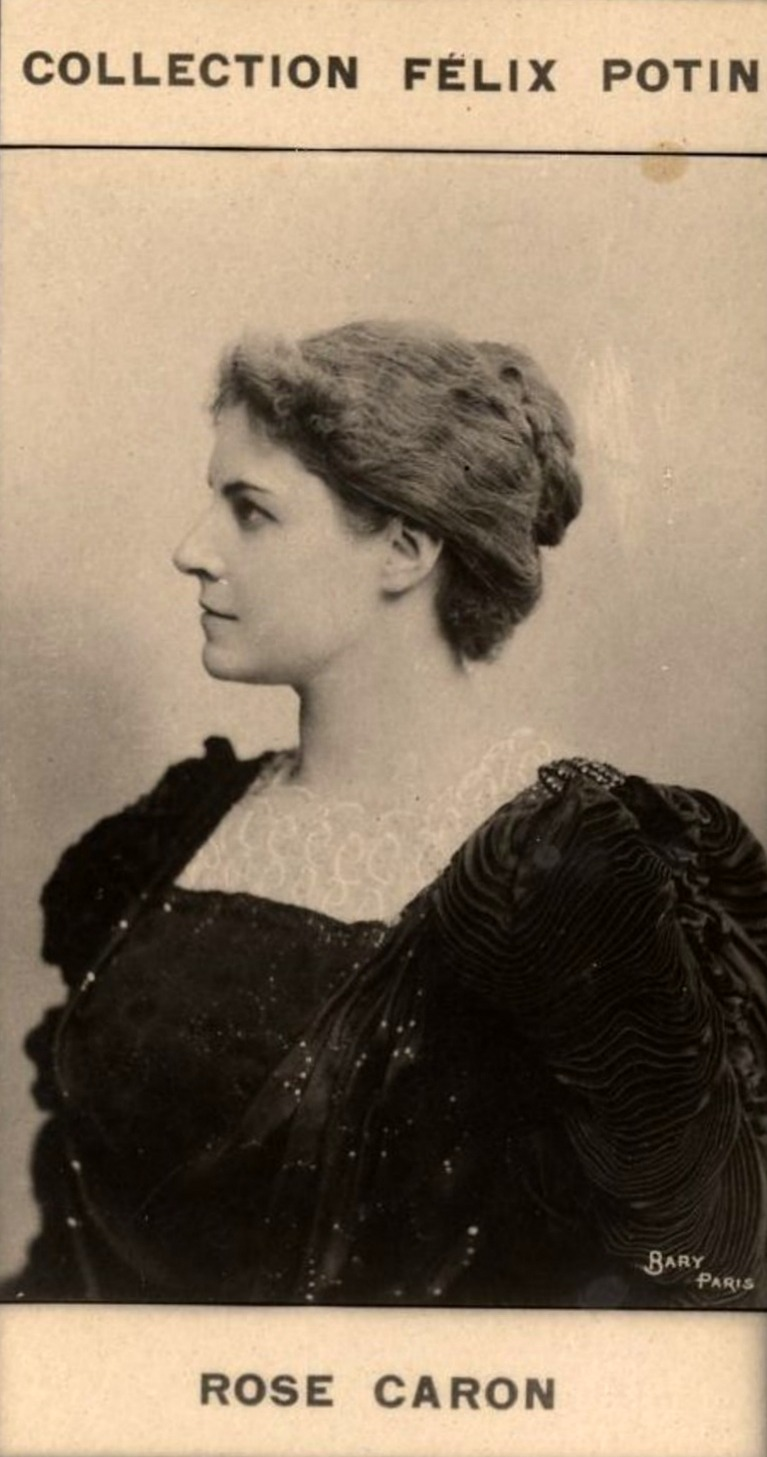
Rose Caron
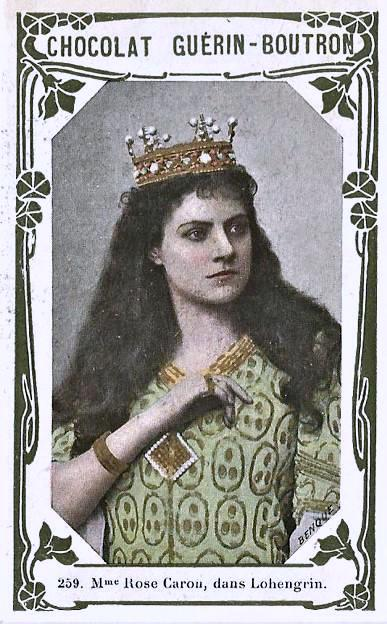

### Première collection
La première collection voit le jour en 1898 et est diffusée jusqu'au 1er janvier 1908. La collection comporte initialement 500 photographies, 10 photographies supplémentaires seront ajoutées à partir de 1901. Les portraits photographiques portent sur des personnalités célèbres du monde politique, littéraire, scientifique et artistique. Cette collection est référencée avec la mention CHOCOLATS FÉLIX POTIN puis COLLECTION FÉLIX POTIN à partir de 1900. L'album de la 1re collection est édité à 75 000 exemplaires.
La liste de ces personnalités se trouve dans la boîte déroulante.

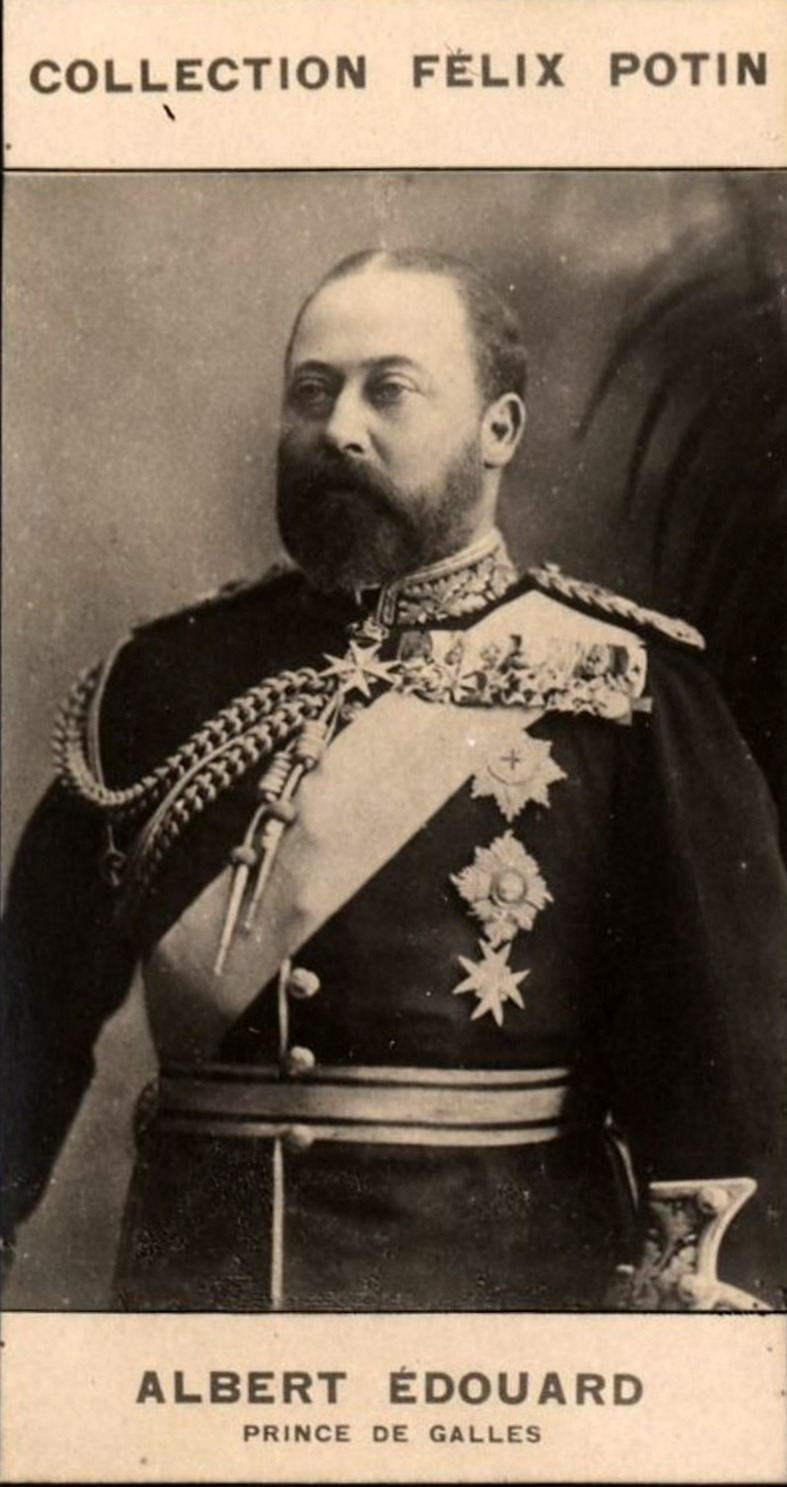
Prince de Galles
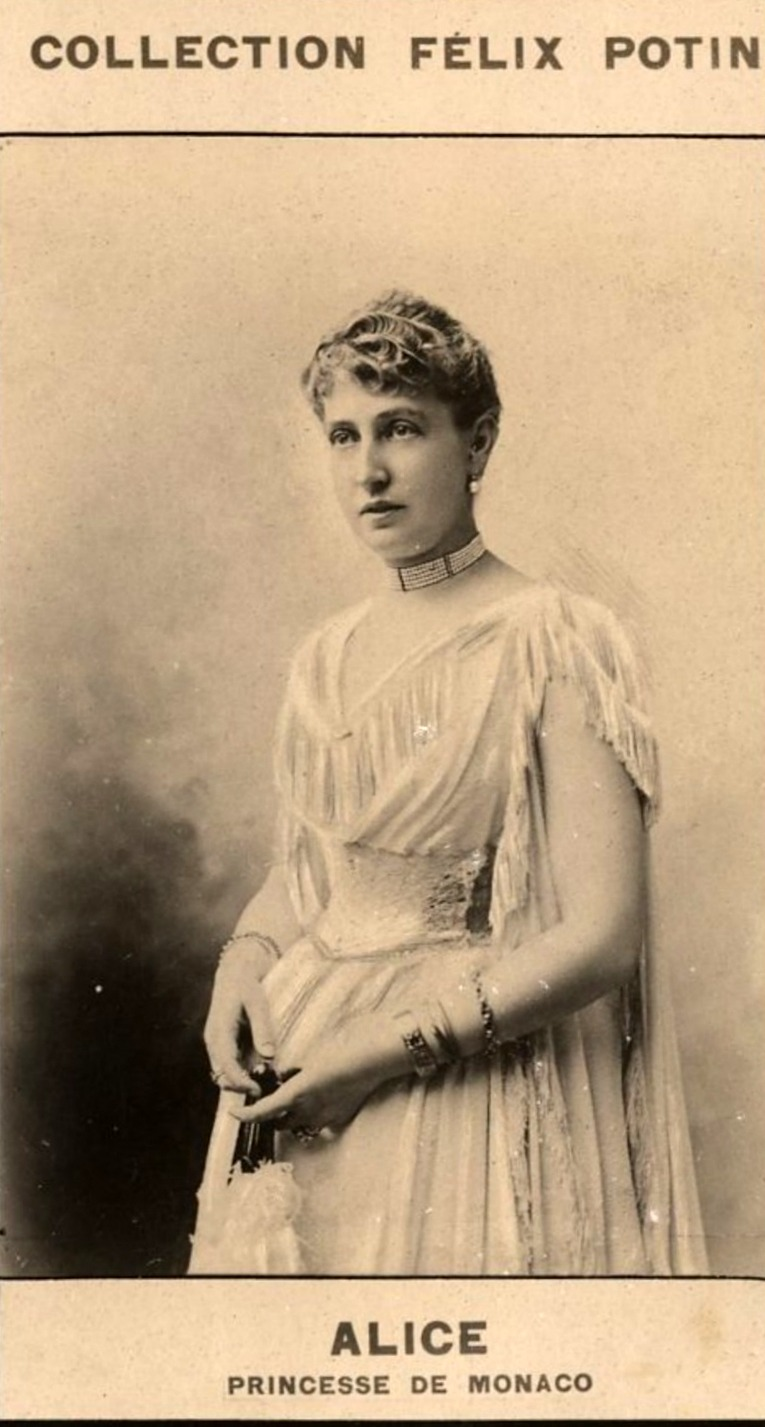
Princesse Alice de Monaco
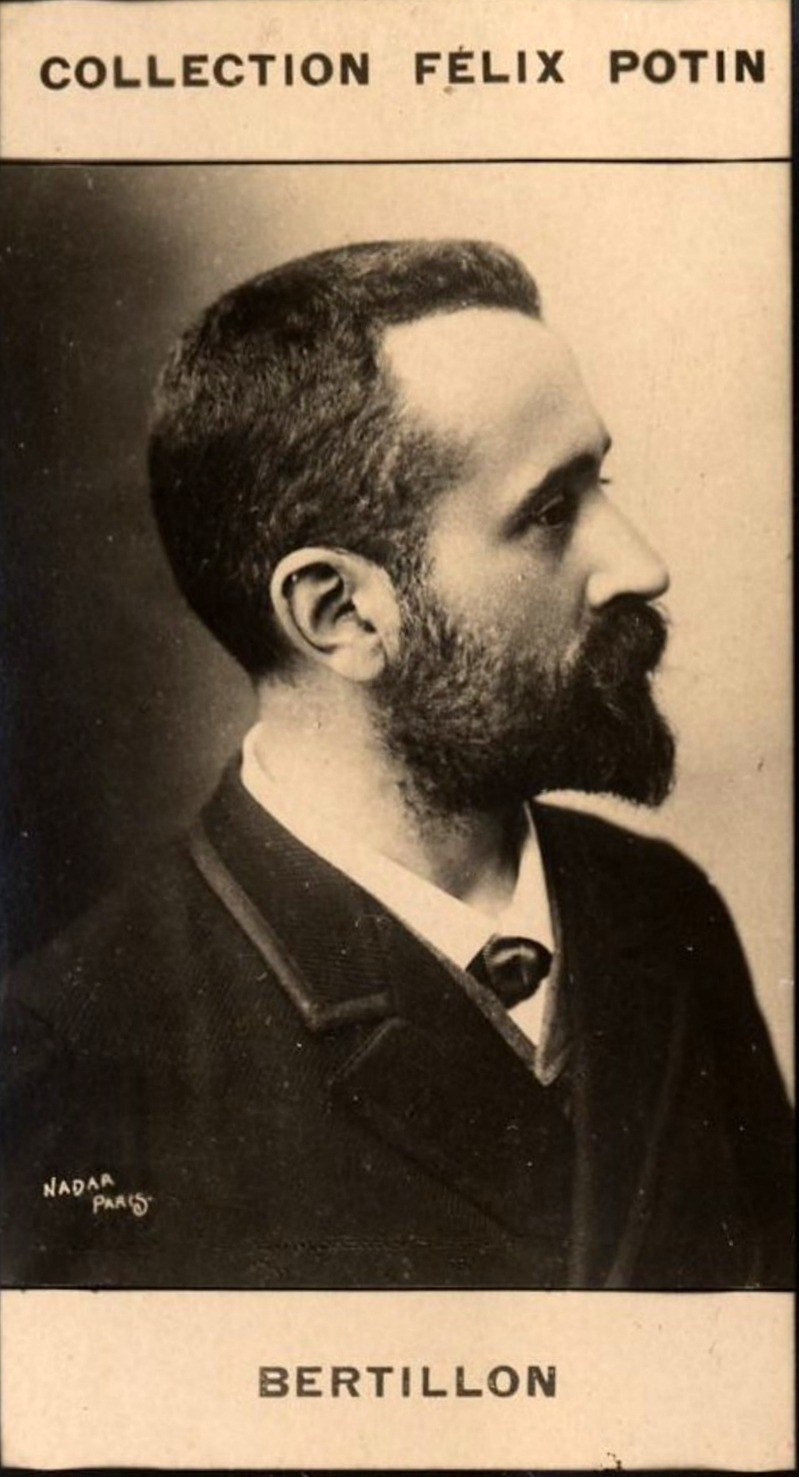
Alphonse Bertillon
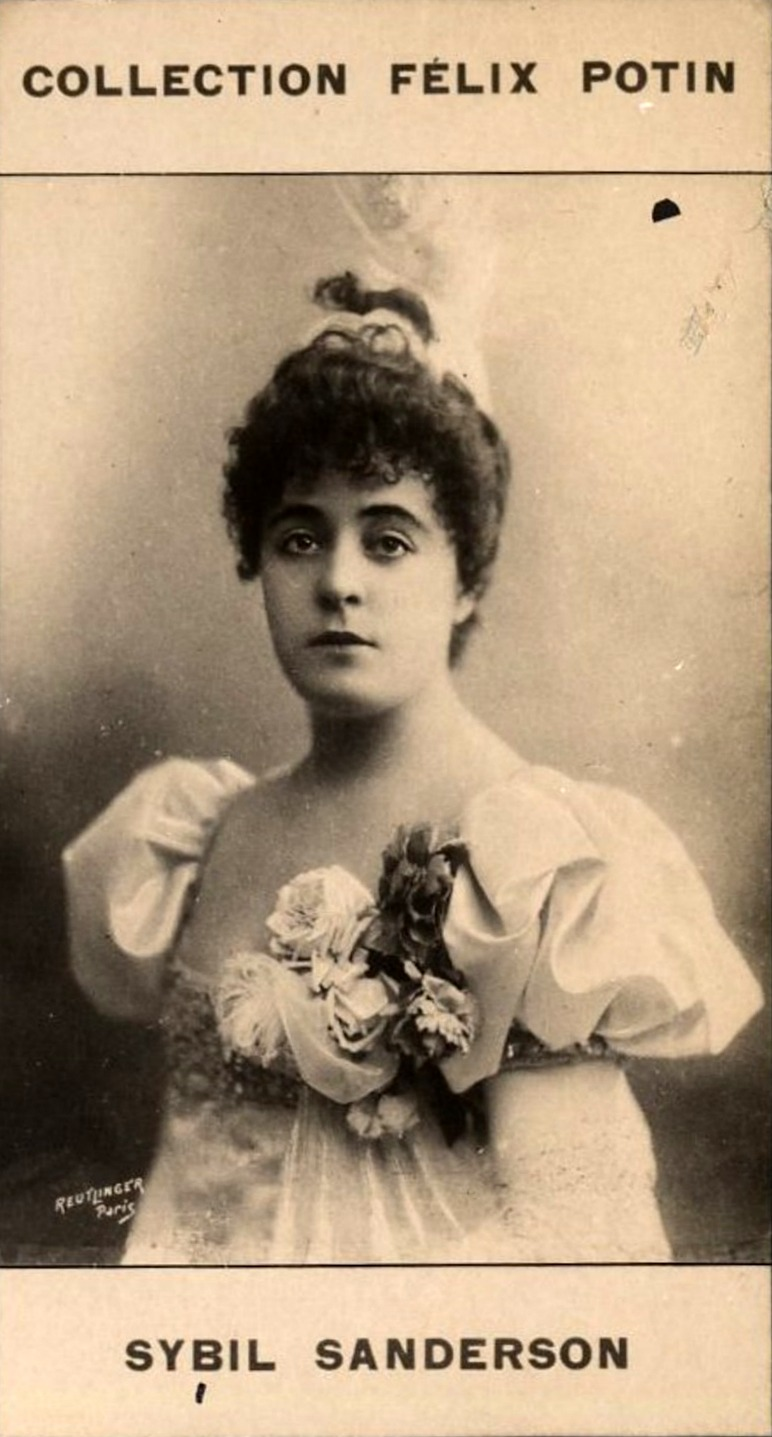
Sibyl Sanderson
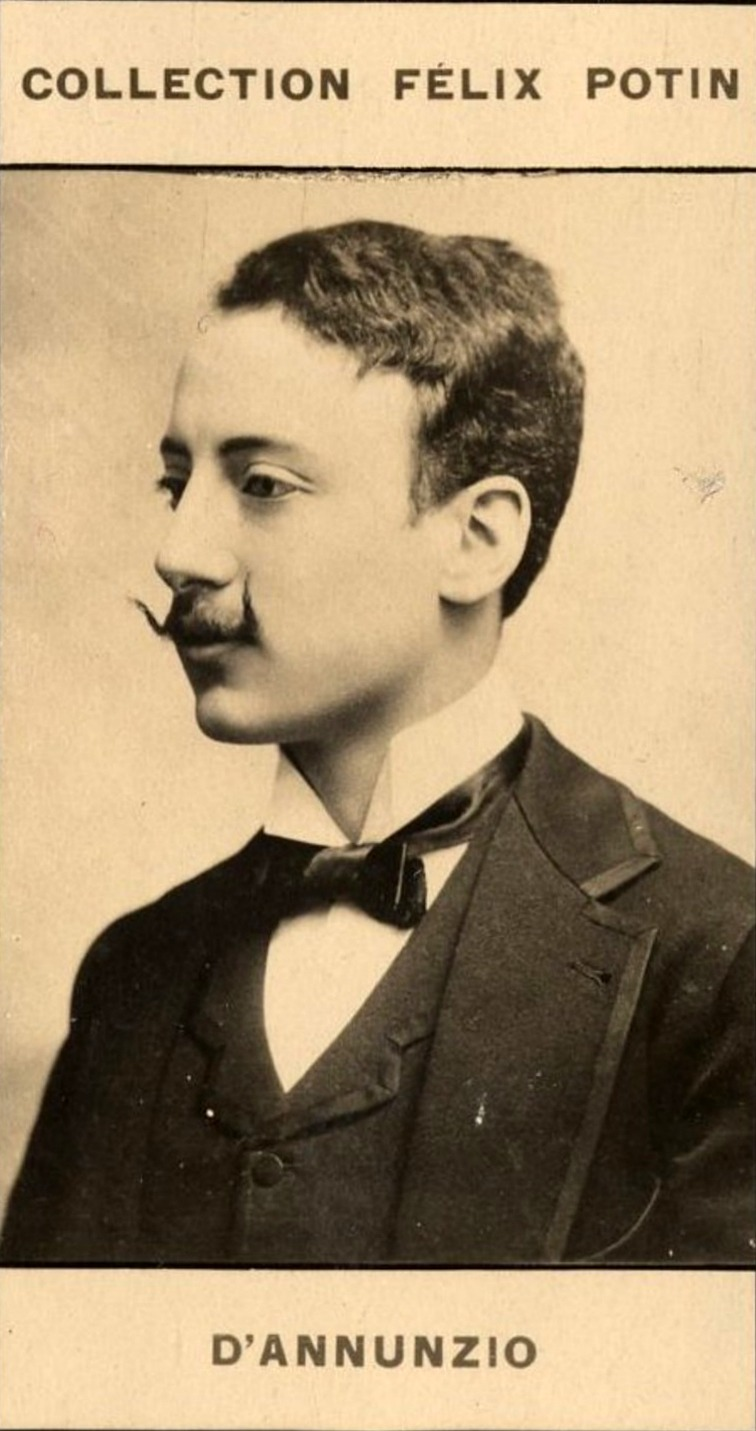
Gabriele D'Annunzio
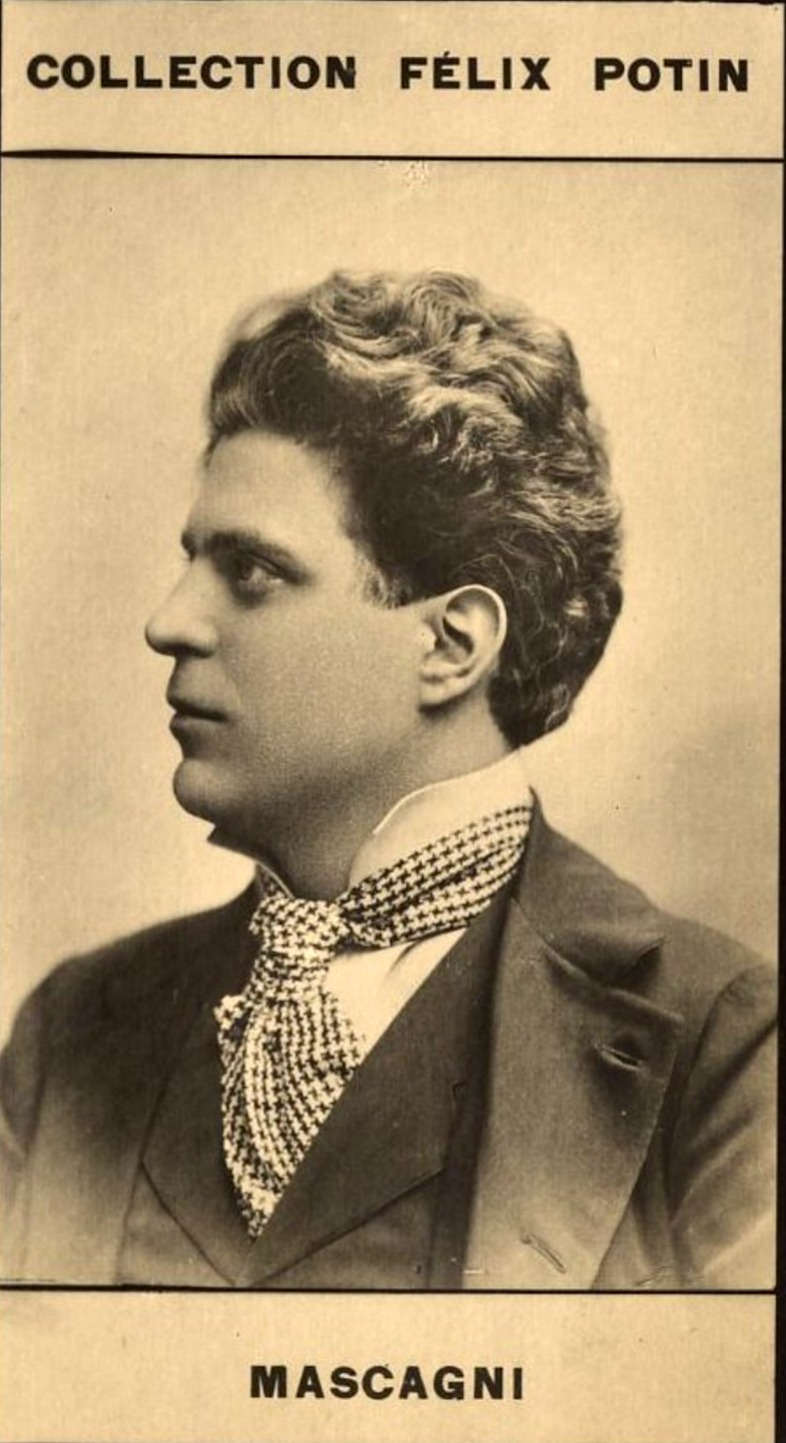
Pietro Mascagni

### Deuxième collection
La deuxième collection parait à partir de 1908. Elle compte 510 portraits photographiques, est référencée 2e COLLECTION FÉLIX POTIN.
La liste de ces personnalités se trouve dans la boîte déroulante.

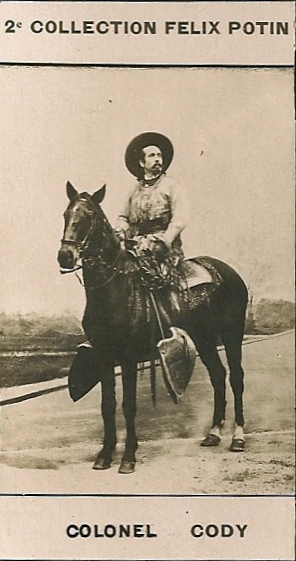
Buffalo Bill
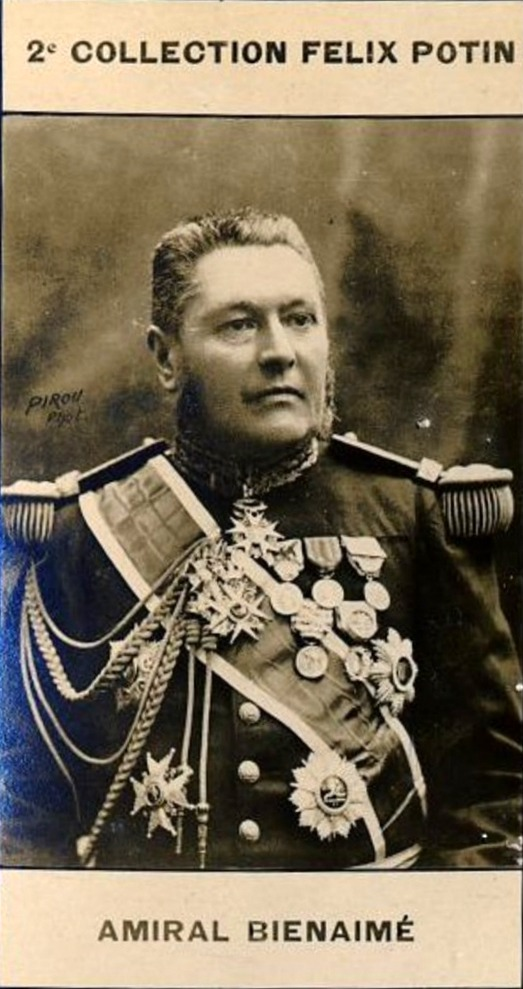
Amiral Bienaimé
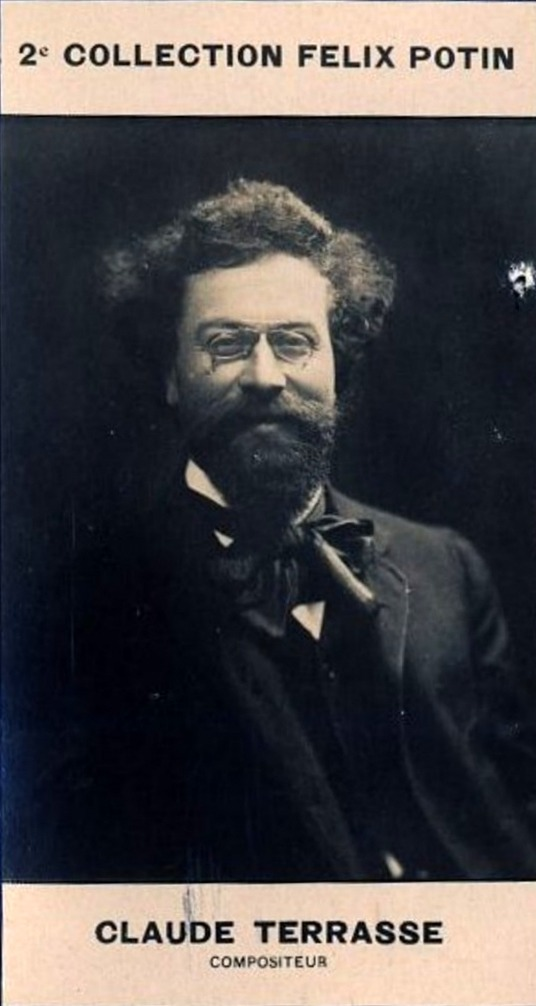
Claude Terrasse
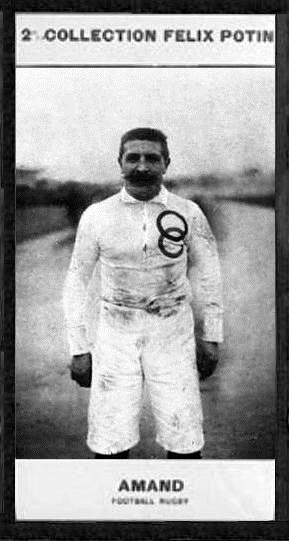
Henri Amand
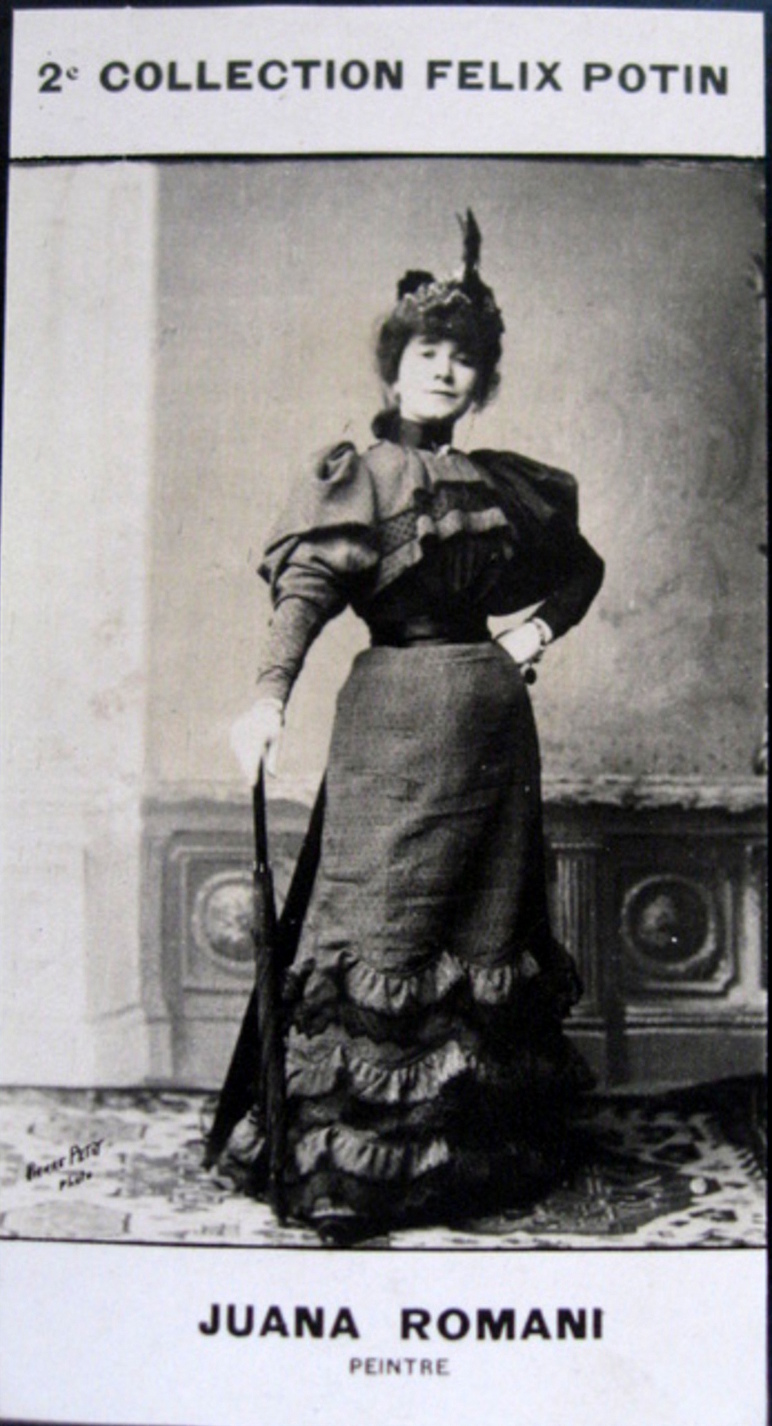
Juana Romani
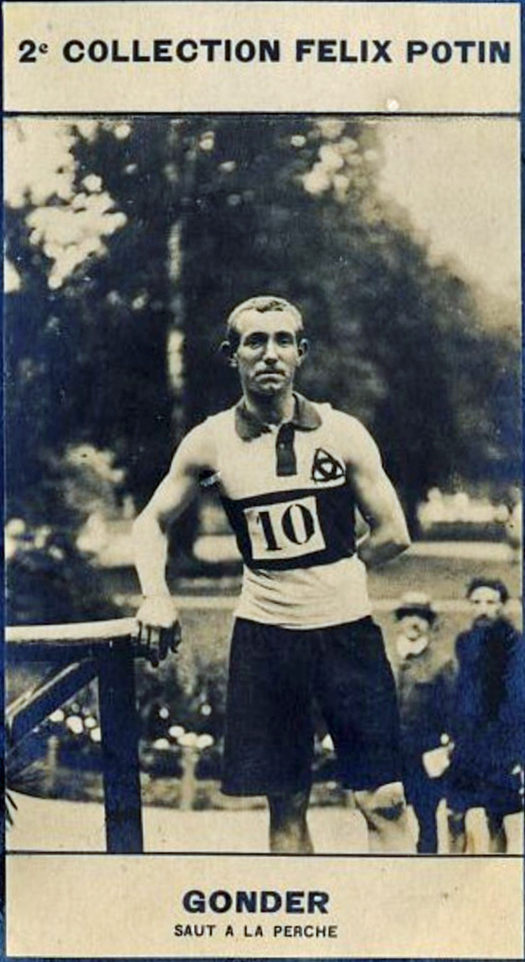
Fernand Gonder

### Troisième collection
La troisième collection parait à partir de 1922. Elle est centrée sur les acteurs et les héros de la Première Guerre mondiale.
La liste de ces personnalités se trouve dans la boîte déroulante.

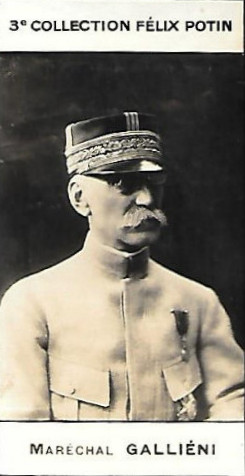
Maréchal Galliéni
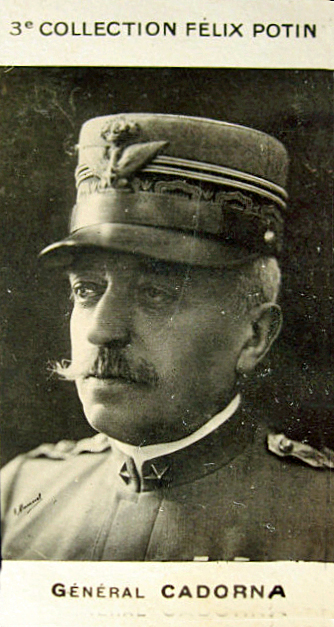
Général Cadorna
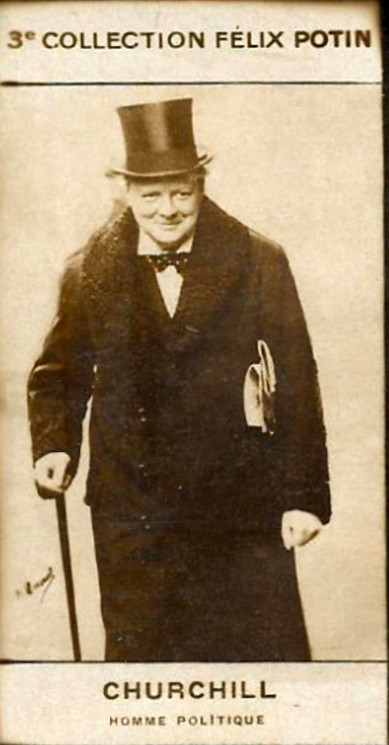
Winston Churchill
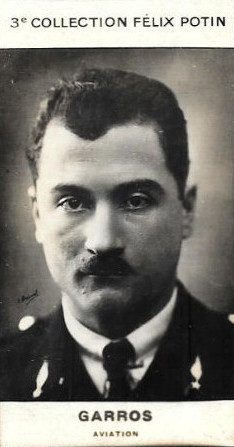
Roland Garros
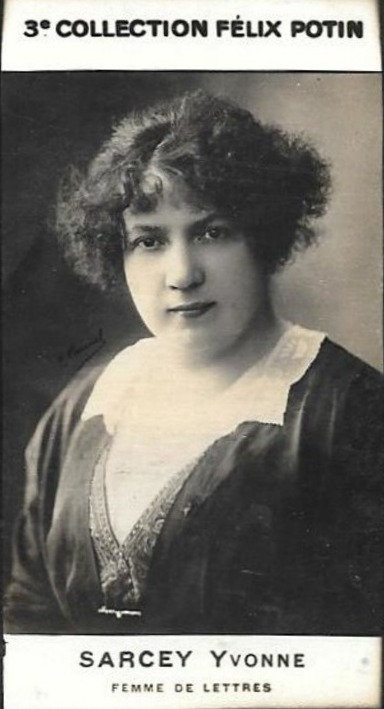
Yvonne Sarcey
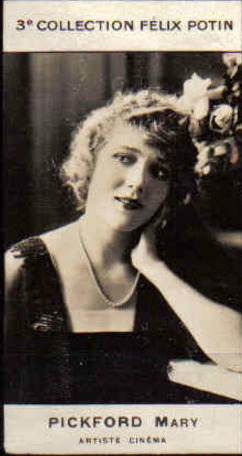
Mary Pickford

### Quatrième collection
La quatrième collection de Célébrités contemporaines date de 1952, en conséquence les images ne sont pas encore libres. La liste des personnalités qui figure dans cette collection se trouve dans la boîte déroulante.